# Schroederichthys tenuis
Schroederichthys tenuis es una especie de peces de la familia Scyliorhinidae en el orden de los Carcharhiniformes.

## Morfología
• Los machos pueden llegar alcanzar los 70 cm de longitud total.

## Reproducción
Es ovíparo.

## Hábitat
Es un pez de mar que vive entre 72-410 m de profundidad.

## Distribución geográfica
Se encuentra en Surinam el Brasil (en la desembocadura del río Amazonas ).